# Gymnophryxe pretoriensis
Gymnophryxe pretoriensis är en tvåvingeart som först beskrevs av Mario Bezzi 1911.  Gymnophryxe pretoriensis ingår i släktet Gymnophryxe och familjen parasitflugor. Inga underarter finns listade i Catalogue of Life.